# Liste des interstates au Delaware
Les Interstates au Delaware font partie du réseau des autoroutes inter-États et sont entretenues par le Delaware Department of Transportation (DelDOT). 

## Liste des autoroutes principales
| Numéro | Longueur (mi) | Longueur (km) | Terminus sud / ouest                           | Terminus nord / est                                     | Créée | Notes |
| ------ | ------------- | ------------- | ---------------------------------------------- | ------------------------------------------------------- | ----- | ----- |
| I-95   | 23,43         | 37,71         | I-95 à la frontière du Maryland près de Newark | I-95 à la frontière de la Pennsylvanie près de Claymont | 1956  |       |
|        |               |               |                                                |                                                         |       |       |

## Liste des autoroutes auxiliaires
| Numéro | Longueur (mi) | Longueur (km) | Terminus sud / ouest            | Terminus nord / est                                                 | Créée | Notes |
| ------ | ------------- | ------------- | ------------------------------- | ------------------------------------------------------------------- | ----- | ----- |
| I-295  | 5,71          | 9,19          | I-95 / I-495 / US 202 à Newport | I-295 / US 40 à la frontière du New Jersey près de Wilmington Manor | 1959  |       |
| I-495  | 11,47         | 18,46         | I-95 / I-295 / US 202 à Newport | I-95 / DE 92 à Claymont                                             | 1962  |       |
|        |               |               |                                 |                                                                     |       |       |